# Kurt Dingerdissen
Kurt Dingerdissen (geboren am 13. August 1907 in Griewe, Kreis Kulm; gestorben am 5. November 1994 in Bielefeld) war von 1939 bis 1945 Landrat des Kreises Monschau. Bedingt durch den Zweiten Weltkrieg versah er das Amt jedoch nur rund 18 Monate.

## Leben

### Herkunft und Ausbildung
Als Sohn eines Domänenpächters studierte Kurt Dingerdissen nach dem Besuch eines Gymnasiums an den Universitäten in Göttingen, München und Greifswald von 1927 bis 1931 Rechtswissenschaften. Nach dem Bestehen der 1. juristischen Staatsprüfung am 9. Mai 1931 erhielt er am 31. Juli desselben Jahres seine Ernennung zum Gerichtsreferendar. Zum 1. Februar 1932 trat er in die NSDAP ein (Mitgliedsnummer 940.459).
Mit Ablegung der 2. Staatsprüfung am 14. April 1935 wechselte er unter Ernennung zum Regierungsassessor am 15. Juni 1936 in den preußischen Verwaltungsdienst, wo er zunächst Beschäftigung auf dem Landratsamt Frankenstein in Niederschlesien fand, schloss Dingerdissen dann seine Ausbildung ab und trat mit der Ernennung zum Regierungsassessor zum 1. Mai 1936 in den preußischen Verwaltungsdienst über.

### Werdegang
Dingerdissens Aufstieg begann mit seiner Versetzung zum 1. Februar 1937 an das Oberpräsidium der Rheinprovinz in Koblenz. Noch im selben Jahr heiratete der Protestant Kurt Dingerdissen am 14. August in Frankenstein Ursula Hannig (geboren am 14. August 1913 in Priebus). Nachdem er in Koblenz zum 1. April 1939 die Ernennung zum Regierungsrat erhalten hatte, erhielt Dingerdissen fünf Wochen vor Beginn des Zweiten Weltkriegs, am 25. Juli 1939 die Beauftragung zur vertretungsweisen Verwaltung des Landratsamtes Monschau. Sein Vorgänger in diesem Amt, Alfred von Gescher war erst 46-jährig am 20. Juli 1939 in den einstweiligen Ruhestand versetzt worden. Während noch am 15. August die Amtseinführung in Monschau folgte und am 22. Dezember die kommissarische Ernennung zum Landrat in Monschau, zog der fortschreitende Krieg erste Unterbrechungen nach sich.
Eine erste Abordnung während des Kriegs erfuhr Dingerdissen, als er von November 1939 bis Januar 1941 als Verbindungsbeamter seines ehemaligen Vorgesetzten Josef Terboven, des Oberpräsidenten der Rheinprovinz, beim Chef der Zivilverwaltung der Heeresgruppe bzw. im Kriegsverwaltungs- bzw. Militärdienst Einsatz fand. Ab dem 2. Januar 1941 besetzte Dingerdissen dann erneut die Stelle des Landrats in Monschau und erhielt in dieser Phase am 29. Mai und dabei rückwirkend zum 1. Mai 1941 seine definitive Ernennung. Ab dem 27. März 1942 war er jedoch bis zum Ende im Mai 1945 Kriegsteilnehmer.
Formell blieb Kurt Dingerdissen zwar bis Mai 1945 Landrat des Kreises Monschau, doch erforderten seine kriegsbedingten Abwesenheiten vertretungsweise Besetzungen. Bereits ab Kriegsbeginn am 1. September 1939 war Heinz Ehmke, der Landrat von Malmedy zu seiner Vertretung bestellt, die er auch in zwei Abschnitten 1939/1940 und 1941/1942 versah, bevor er 1942 selbst zum Kriegsdienst eingezogen im März 1943 an der Ostfront fiel. Auf Ehmke folgten vom 23. Juni 1942 bis zum 30. November 1943 Axel von Rappard, Josef Schramm vom 1. Dezember 1943 an und zwischenzeitlich der Eupener Landrat Felix Seulen. Nach der Befreiung des Kreisgebietes durch die Alliierten erfolgte schließlich durch diese am 12. September 1944 die Einsetzung von Walter Scheibler. 
Bei Kriegsende geriet Dingerdissen in französische Kriegsgefangenschaft, die bis zum Januar 1947 währte. Mit Erlass vom 23. November 1949 wurde er schließlich zum 1. März 1950 in den Ruhestand versetzt. Dingerdissen begründete noch im selben Jahr eine Kanzlei als Rechtsanwalt und Notar, der er selbst bis zu seinem Tod 1994 angehörte.